# بلوكلي
بلوكلي (بالإنجليزية: Blockly)‏ هي مكتبة جافا سكريبت لإنشاء لغات برمجة مرئية وأدوات التحرير. وهي تشبه برنامج سكراتش من حيث المظهر. وهو مشروع مفتوح المصدر من جوجل تحت رخصة أباتشي 2.0. وهي عادة ما تستخدم في متصفح الإنترنت، كما تستخدم في تطوير تطبيقات الأندرويد وآي أو أس.
يسمح بلوكلي بربط اللبنات المرئية (Visual blocks) بعضها ببعض لجعل كتابة التعليمات البرمجية أسهل ويمكنه توليد أكواد بلغة جافا سكريبت، بايثون، , بي إتش بي، أو دارت. كما يمكن تخصيصه لتوليد تعليمات برمجية في أي لغة برمجة نصية.